# ATP World Tour Finals 2014
ATP World Tour Finals 2014, známý také jako Turnaj mistrů 2014 či se jménem sponzora Barclays ATP World Tour Finals 2014, představoval závěrečný tenisový turnaj mužské profesionální sezóny 2014 pro osm nejvýše postavených mužů ve dvouhře a osm nejlepších párů ve čtyřhře na žebříčku ATP (Emirates ATP Rankings) v pondělním vydání po skončení posledního turnaje okruhu ATP World Tour před Turnajem mistrů, pokud se podle pravidel účastníci nekvalifikovali jiným způsobem.
Odehrával se ve dnech 9. až 16. listopadu 2014, pošesté v britském hlavním městě Londýnu. Dějištěm konání byla multifunkční O2 Arena, v níž byly instalovány dvorce s tvrdým povrchem. Celkové odměny činily 6 500 000 amerických dolarů, což představovalo meziroční nárůst o půl miliónu dolarů. Hlavním sponzorem se stala společnost Barclays.
Dvojnásobným obhájcem titulu ve dvouhře byla srbská světová jednička Novak Djoković, která turnaj vyhrála potřetí v řadě a upevnila si vedení ve světové klasifikaci. Srb celkově dosáhl na čtvrtou trofej. Roger Federer po vítězném semifinále, v němž odvrátil čtyři Wawrinkovy mečboly, do závěrečného boje nenastoupil pro bolest zad. Poprvé se tak ve 45leté historii turnaje finálový duel neodehrál. Ve čtyřhře titul obhajoval španělský pár David Marrero a Fernando Verdasco, jehož členové se do Londýna nekvalifikovali. Vítězem se stala nejlepší světová dvojice amerických bratrů Boba a Mikea Bryanových. Oba její členové dobyli čtvrtou trofej z této události.

## Turnaj

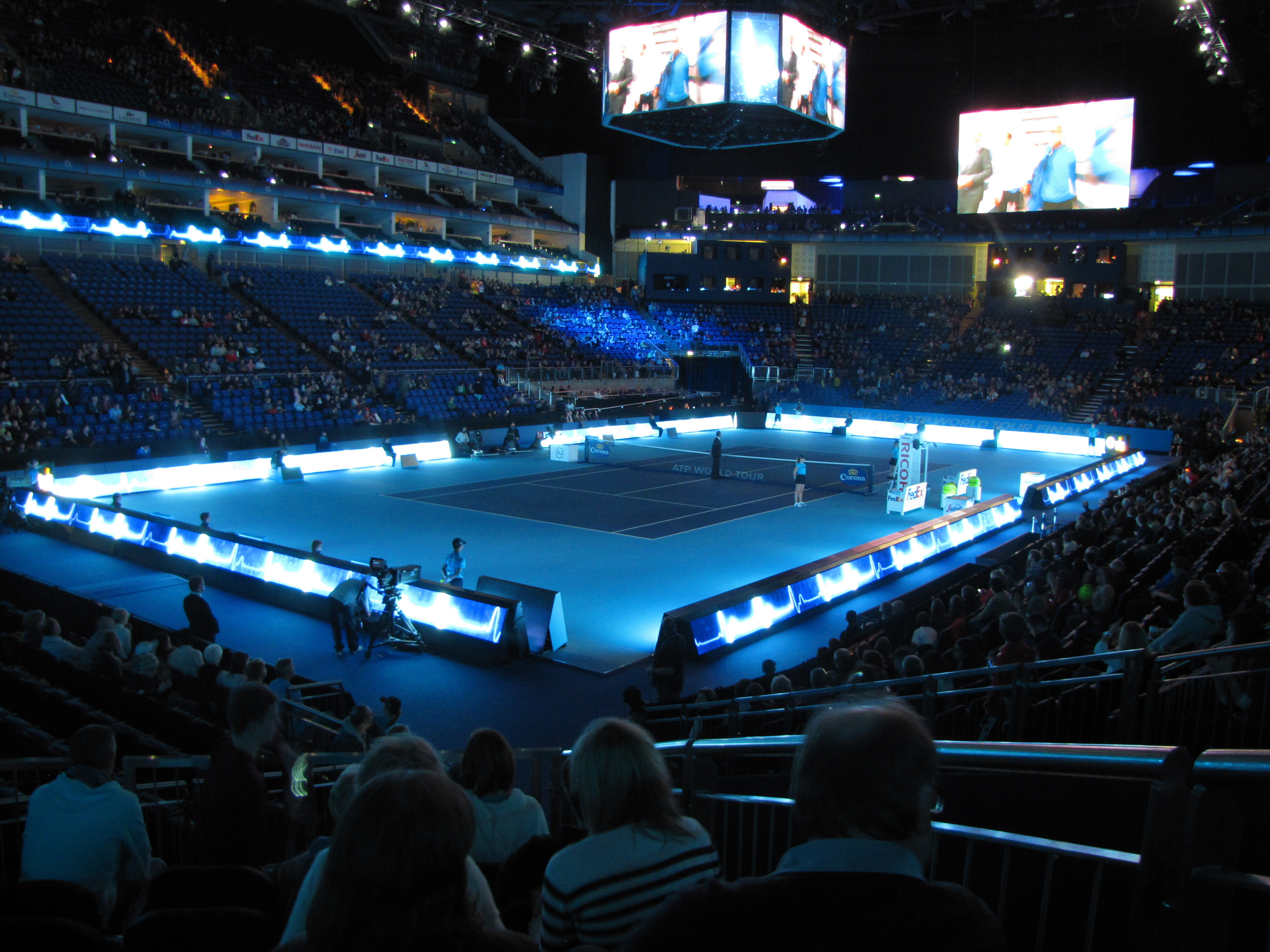
Tenisový dvorec v O_{2} aréně

Londýnská O2 Arena hostila mezi 9. až 16. listopadem 2014 čtyřicátý pátý ročník turnaje mistrů ve dvouhře a čtyřicátý ve čtyřhře. Událost organizovala Asociace tenisových profesionálů (ATP) jako součást okruhu ATP World Tour 2014. Jednalo se o závěrečný turnaj sezóny v kategorii World Tour Finals.

### Formát
Soutěže dvouhry se účastnilo osm tenistů, z nichž každý odehrál tři vzájemné zápasy v jedné ze dvou čtyřčlenných základních skupin A a B. První dva tenisté z každé skupiny postoupili do semifinále, které bylo hráno vyřazovacím systémem pavouka. První ze skupiny A se utkal s druhým ze skupiny B a naopak. Vítězové semifinále pak nastoupili k finálovému duelu.
Soutěž čtyřhry kopíroval formát dvouhry.
Všechny zápasy dvouhry byly hrány na dva vítězné sety. Ve všech se uplatnil tiebreak, a to včetně finále. Všechna utkání čtyřhry se konala na dva vítězné sety. Za vyrovnaného stavu 1:1 na sety, rozhodl o vítězi supertiebreak. Jednotlivé gamy čtyřhry neobsahovaly výhodu, ale po shodě následovala vždy přímý vítězný míč gamu.

## Bodové hodnocení a finanční odměny
| Fáze | dvouhra         | čtyřhra1)     | body     |
| --- | --------------- | ------------- | -------- |
| Vítězové | ZS + $1 455 000 | ZS + $526 000 | ZS + 900 |
| Finalisté | ZS + $475 000   | ZS + $76 000  | ZS + 400 |
| Vítěz zápasu v zákl. skupině | $155 000        | $30 000       | 200      |
| Startovné | $155 000        | $76 000       |          |
| Náhradníci | $85 000         | $30 000       |          |
| Poznámky |                 |               |          |
| - částky uváděny v amerických dolarech ($) - celkový rozpočet 6 500 000 dolarů - ZS – finanční odměny či body získané v základní skupině - 1) – finanční odměny uváděny na celý pár |                 |               |          |

## Mužská dvouhra

### Kvalifikovaní hráči
| Přehled kvalifikovaných hráčů | Přehled kvalifikovaných hráčů | Přehled kvalifikovaných hráčů | Přehled kvalifikovaných hráčů | Přehled kvalifikovaných hráčů |
| pořadí                        | hráč                          | body                          | turnajů                       | kvalifikován                  |
| ----------------------------- | ----------------------------- | ----------------------------- | ----------------------------- | ----------------------------- |
| 1.                            | Novak Djoković (SRB)          | 9 370                         | 14                            | 7. července                   |
| 2.                            | Roger Federer (SUI)           | 8 700                         | 16                            | 18. srpna                     |
| nemoc                         | Rafael Nadal (ESP)            | 6 835                         | 15                            | 14. července                  |
| 3.                            | Stan Wawrinka (SUI)           | 4 895                         | 17                            | 12. října                     |
| 4.                            | Kei Nišikori (JPN)            | 4 625                         | 22                            | 31. října                     |
| 5.                            | Andy Murray (GBR)             | 4 475                         | 20                            | 30. října                     |
| 6.                            | Tomáš Berdych (CZE)           | 4 465                         | 22                            | 31. října                     |
| 7.                            | Milos Raonic (CAN)            | 4 200                         | 22                            | 31. října                     |
| 8.                            | Marin Čilić (CRO)             | 4 150                         | 23                            | 18. října                     |
| skupina A skupina B           |                               |                               |                               |                               |

Rafael Nadal se kvalifikoval podeváté v řadě. Turnaj mistrů nikdy nevyhrál a titul z této události je jediným z velkých událostí, který mu chybí. Ze soutěže se však 24. října 2014 odhlásil pro plánovanou listopadovou operaci apendicitidy.

### Předešlý poměr vzájemných zápasů
Tabulka uvádí poměr vzájemných zápasů hráčů před turnajem mistrů.
|    |                      | Djoković | Federer | Wawrinka | Nišikori | Murray | Berdych | Raonic | Čilić | Celkem | V/P 2014 |
| 1. | Novak Djoković (SRB) |          | 17–19   | 16–3     | 3–2      | 15–8   | 17–2    | 4–0    | 11–0  | 83–34  | 61–8     |
| 2. | Roger Federer (SUI)  | 19–17    |         | 15–2     | 3–2      | 12–11  | 12–6    | 7–1    | 5–1   | 73–40  | 72–11    |
| 3. | Stan Wawrinka (SUI)  | 3–16     | 2–15    |          | 2–1      | 6–8    | 10–5    | 3–0    | 8–2   | 34–47  | 38–17    |
| 4. | Kei Nišikori (JPN)   | 2–3      | 2–3     | 1–2      |          | 1–3    | 3–1     | 4–1    | 5–3   | 18–16  | 54–14    |
| 5. | Andy Murray (GBR)    | 8–15     | 11–12   | 8–6      | 3–1      |        | 4–6     | 2–3    | 10–2  | 46–45  | 59–20    |
| 6. | Tomáš Berdych (CZE)  | 2–17     | 6–12    | 5–10     | 1–3      | 6–4    |         | 1–3    | 6–4   | 27–53  | 55–22    |
| 7. | Milos Raonic (CAN)   | 0–4      | 1–7     | 0–3      | 1–4      | 3–2    | 3–1     |        | 1–1   | 9–22   | 49–20    |
| 8. | Marin Čilić (CRO)    | 0–11     | 1–5     | 2–8      | 3–5      | 2–10   | 4–6     | 1–1    |       | 13–46  | 54–21    |

- V/P 2014 – počet vítězných utkání (V) / prohraných utkání (P) v sezóně 2014

## Mužská čtyřhra

### Kvalifikované páry
| Přehled kvalifikovaných párů | Přehled kvalifikovaných párů                        | Přehled kvalifikovaných párů | Přehled kvalifikovaných párů | Přehled kvalifikovaných párů |
| pořadí                       | pár                                                 | body                         | turnajů                      | kvalifikován                 |
| ---------------------------- | --------------------------------------------------- | ---------------------------- | ---------------------------- | ---------------------------- |
| 1.                           | Bob Bryan (USA) Mike Bryan (USA)                    | 10 905                       | 20                           | 14. července 2014            |
| 2.                           | Daniel Nestor (CAN) Nenad Zimonjić (SRB)            | 5 820                        | 19                           | 8. září 2014                 |
| 3.                           | Alexander Peya (AUT) Bruno Soares (BRA)             | 4 760                        | 22                           | 8. října 2014                |
| 4.                           | Julien Benneteau (FRA) Édouard Roger-Vasselin (FRA) | 4 740                        | 16                           | 9. října 2014                |
| 5.                           | Jean-Julien Rojer (NED) Horia Tecău (ROU)           | 4 490                        | 26                           | 29. října 2014               |
| 6.                           | Marcel Granollers (ESP) Marc López (ESP)            | 4 450                        | 16                           | 29. října 2014               |
| 7.                           | Ivan Dodig (CRO) Marcelo Melo (BRA)                 | 3 570                        | 16                           | 30. října 2014               |
| 8.                           | Łukasz Kubot (POL) Robert Lindstedt (SWE)           | 3 385                        | 17                           | 29. října 2014               |
| skupina A skupina B          |                                                     |                              |                              |                              |

### Předešlý poměr vzájemných zápasů
Tabulka uvádí poměr vzájemných zápasů dvojic před turnajem mistrů.
|    |                                                       | Bryan | Nestor Zimonjić | Peya Soares | Benneteau Roger-Vasselin | Rojer Tecău | Granollers López | Dodig Melo | Kubot Lindstedt | Celkem | V/P 2014 |
| 1. | Bob Bryan (USA) / Mike Bryan (USA)                    |       | 7–11            | 7–1         | 3–0                      | 3–0         | 6–2              | 4–2        | 2–0             | 32–16  | 60–11    |
| 2. | Daniel Nestor (CAN) / Nenad Zimonjić (SRB)            | 11–7  |                 | 1–2         | 2–1                      | 1–0         | 1–0              | 1–0        | 0–0             | 17–10  | 41–16    |
| 3. | Alexander Peya (AUT) / Bruno Soares (BRA)             | 1–7   | 2–1             |             | 1–1                      | 1–1         | 4–2              | 4–0        | 0–0             | 13–12  | 42–24    |
| 4. | Julien Benneteau (FRA) / Édouard Roger-Vasselin (FRA) | 0–3   | 1–2             | 1–1         |                          | 1–1         | 2–0              | 0–0        | 0–0             | 5–7    | 32–15    |
| 5. | Jean-Julien Rojer (NED) / Horia Tecău (ROU)           | 0–3   | 0–1             | 1–1         | 1–1                      |             | 1–0              | 0–0        | 1–0             | 4–6    | 48–20    |
| 6. | Marcel Granollers (ESP) / Marc López (ESP)            | 2–6   | 0–1             | 2–4         | 0–2                      | 0–1         |                  | 1–2        | 0–1             | 5–17   | 29–16    |
| 7. | Ivan Dodig (CRO) / Marcelo Melo (BRA)                 | 2–4   | 0–1             | 0–4         | 0–0                      | 0–0         | 2–1              |            | 1–2             | 5–12   | 27–19    |
| 8. | Łukasz Kubot (POL) / Robert Lindstedt (SWE)           | 0–2   | 0–0             | 0–0         | 0–0                      | 0–1         | 1–0              | 2–1        |                 | 3–4    | 17–16    |

- V/P 2014 – počet vítězných utkání (V) / prohraných utkání (P) v sezóně 2014

## Průběh turnaje

### 1. den: 9. listopadu 2014
| Zápasy hrané v O2 Arena | Zápasy hrané v O2 Arena                      | Zápasy hrané v O2 Arena                                 | Zápasy hrané v O2 Arena |
| Skupina                 | vítězové                                     | poražení                                                | výsledek                |
| ----------------------- | -------------------------------------------- | ------------------------------------------------------- | ----------------------- |
| Čtyřhra – B             | Marcel Granollers (ESP) Marc López (ESP) [6] | Julien Benneteau (FRA) Édouard Roger-Vasselin (FRA) [4] | 6–4, 6–4                |
| Dvouhra – B             | Kei Nišikori (JPN) [4]                       | Andy Murray (GBR) [5]                                   | 6–4, 6–4                |
| Čtyřhra – B             | Ivan Dodig (CRO) Marcelo Melo (BRA) [7]      | Daniel Nestor (CAN) Nenad Zimonjić (SRB) [2]            | 6–3, 7–5                |
| Dvouhra – B             | Roger Federer (SUI) [2]                      | Milos Raonic (CAN) [7]                                  | 6–1, 7–6(7–0)           |

### 2. den: 10. listopadu 2014
| Zápasy hrané v O2 Arena | Zápasy hrané v O2 Arena                       | Zápasy hrané v O2 Arena                       | Zápasy hrané v O2 Arena |
| Skupina                 | vítězové                                      | poražení                                      | výsledek                |
| ----------------------- | --------------------------------------------- | --------------------------------------------- | ----------------------- |
| Čtyřhra – A             | Alexander Peya (AUT) Bruno Soares (BRA) [3]   | Jean-Julien Rojer (NED) Horia Tecău (ROU) [5] | 6–3, 3–6, [12–10]       |
| Dvouhra – A             | Stan Wawrinka (SUI) [3]                       | Tomáš Berdych (CZE) [6]                       | 6–1, 6–1                |
| Čtyřhra – A             | Łukasz Kubot (POL) Robert Lindstedt (SWE) [8] | Bob Bryan (USA) Mike Bryan (USA) [1]          | 7–6(7–3), 6–3           |
| Dvouhra – A             | Novak Djoković (SRB) [1]                      | Marin Čilić (CRO) [8]                         | 6–1, 6–1                |

### 3. den: 11. listopadu 2014
| Zápasy hrané v O2 Arena | Zápasy hrané v O2 Arena                                 | Zápasy hrané v O2 Arena                      | Zápasy hrané v O2 Arena |
| Skupina                 | vítězové                                                | poražení                                     | výsledek                |
| ----------------------- | ------------------------------------------------------- | -------------------------------------------- | ----------------------- |
| Čtyřhra – B             | Julien Benneteau (FRA) Édouard Roger-Vasselin (FRA) [4] | Daniel Nestor (CAN) Nenad Zimonjić (SRB) [2] | 6–4, 5–7, [10–4]        |
| Dvouhra – B             | Roger Federer (SUI) [2]                                 | Kei Nišikori (JPN) [4]                       | 6–3, 6–2                |
| Čtyřhra – B             | Ivan Dodig (CRO) Marcelo Melo (BRA) [7]                 | Marcel Granollers (ESP) Marc López (ESP) [6] | 7–6(7–5), 7–6(14–12)    |
| Dvouhra – B             | Andy Murray (GBR) [5]                                   | Milos Raonic (CAN) [7]                       | 6–3, 7–5                |

### 4. den: 12. listopadu 2014
| Zápasy hrané v O2 Arena | Zápasy hrané v O2 Arena                       | Zápasy hrané v O2 Arena                       | Zápasy hrané v O2 Arena |
| Skupina                 | vítězové                                      | poražení                                      | výsledek                |
| ----------------------- | --------------------------------------------- | --------------------------------------------- | ----------------------- |
| Čtyřhra – A             | Bob Bryan (USA) Mike Bryan (USA) [1]          | Jean-Julien Rojer (NED) Horia Tecău (ROU) [5] | 6–7(4–7), 6–3, [10–6]   |
| Dvouhra – A             | Tomáš Berdych (CZE) [6]                       | Marin Čilić (CRO) [8]                         | 6–3, 6–1                |
| Čtyřhra – A             | Łukasz Kubot (POL) Robert Lindstedt (SWE) [8] | Alexander Peya (AUT) Bruno Soares (BRA) [3]   | 6–4, 3–6, [10–6]        |
| Dvouhra – A             | Novak Djoković (SRB) [1]                      | Stan Wawrinka (SUI) [3]                       | 6–3, 6–0                |

### 5. den: 13. listopadu 2014
| Zápasy hrané v O2 Arena | Zápasy hrané v O2 Arena                                 | Zápasy hrané v O2 Arena                      | Zápasy hrané v O2 Arena |
| Skupina                 | vítězové                                                | poražení                                     | výsledek                |
| ----------------------- | ------------------------------------------------------- | -------------------------------------------- | ----------------------- |
| Čtyřhra – B             | Daniel Nestor (CAN) Nenad Zimonjić (SRB) [2]            | Marcel Granollers (ESP) Marc López (ESP) [6] | 6–7(5–7), 6–3, [11–9]   |
| Dvouhra – B             | Kei Nišikori (JPN) [4]                                  | David Ferrer (ESP) [9/ALT]                   | 4–6, 6–4, 6–1           |
| Čtyřhra – B             | Julien Benneteau (FRA) Édouard Roger-Vasselin (FRA) [4] | Ivan Dodig (CRO) Marcelo Melo (BRA) [7]      | 4–6, 6–2, [10–8]        |
| Dvouhra – B             | Roger Federer (SUI) [2]                                 | Andy Murray (GBR) [5]                        | 6–0, 6–1                |

### 6. den: 14. listopadu 2014
| Zápasy hrané v O2 Arena | Zápasy hrané v O2 Arena                       | Zápasy hrané v O2 Arena                       | Zápasy hrané v O2 Arena |
| Skupina                 | vítězové                                      | poražení                                      | výsledek                |
| ----------------------- | --------------------------------------------- | --------------------------------------------- | ----------------------- |
| Čtyřhra – A             | Łukasz Kubot (POL) Robert Lindstedt (SWE) [8] | Jean-Julien Rojer (NED) Horia Tecău (ROU) [5] | 6–4, 7–6(7–4)           |
| Dvouhra – A             | Novak Djoković (SRB) [1]                      | Tomáš Berdych (CZE) [6]                       | 6–2, 6–2                |
| Čtyřhra – A             | Bob Bryan (USA) Mike Bryan (USA) [1]          | Alexander Peya (AUT) Bruno Soares (BRA) [3]   | 7–6(7–3), 7–6(7–2)      |
| Dvouhra – A             | Stan Wawrinka (SUI) [4]                       | Marin Čilić (CRO) [8]                         | 6–3, 4–6, 6–3           |

### 7. den: 15. listopadu 2014
| Zápasy hrané v O2 Arena | Zápasy hrané v O2 Arena                 | Zápasy hrané v O2 Arena                                 | Zápasy hrané v O2 Arena |
| Semifinále              | vítězové                                | poražení                                                | výsledek                |
| ----------------------- | --------------------------------------- | ------------------------------------------------------- | ----------------------- |
| Čtyřhra                 | Ivan Dodig (CRO) Marcelo Melo (BRA) [7] | Łukasz Kubot (POL) Robert Lindstedt (SWE) [8]           | 4–6, 6–4, [10–6]        |
| Dvouhra                 | Novak Djoković (SRB) [1]                | Kei Nišikori (JPN) [4]                                  | 6–1, 3–6, 6–0           |
| Čtyřhra                 | Bob Bryan (USA) Mike Bryan (USA) [1]    | Julien Benneteau (FRA) Édouard Roger-Vasselin (FRA) [4] | 6–0, 6–3                |
| Dvouhra                 | Roger Federer (SUI) [2]                 | Stan Wawrinka (SUI) [3]                                 | 4–6, 7–5, 7–6(8–6)      |

### 8. den: 16. listopadu 2014
| Zápasy hrané v O2 Arena | Zápasy hrané v O2 Arena              | Zápasy hrané v O2 Arena                 | Zápasy hrané v O2 Arena |
| Finále                  | vítězové                             | poražení                                | výsledek                |
| ----------------------- | ------------------------------------ | --------------------------------------- | ----------------------- |
| Čtyřhra                 | Bob Bryan (USA) Mike Bryan (USA) [1] | Ivan Dodig (CRO) Marcelo Melo (BRA) [7] | 6–7(5–7), 6–2, [10–7]   |
| Dvouhra                 | Novak Djoković (SRB) [1]             | Roger Federer (SUI) [2]                 | bez boje                |
| Dvouhra – exhibice      | Novak Djoković (SRB)                 | Andy Murray (GBR)                       | 8–5                     |
| Čtyřhra – exhibice      | John McEnroe (USA) Andy Murray (GBR) | Tim Henman (GBR) Pat Cash (AUS)         | 8–6                     |